# Rosa x centifolia
Rosa × centifolia (lit. cientos de hojas/pétalos de rosa; syn. R. gallica var. centifolia (L.) Regel), la también denominada rosa de Provenza, rosa repollo o rosa de mayo es un híbrido de rosa conseguido en el siglo XVII en Holanda. Fórmula hybridae: Rosa gallica × Rosa moschata × Rosa canina × Rosa damascena (Huxley 1992) (Nota: rosa híbrida desarrollada entre el siglo XVI y el siglo XVIII.); la exactitud de su historia hereditaria no está bien documentada.
A partir de esta rosa se ha originado el grupo de rosas antiguas de jardín, Híbrido centifolia. También a partir de Rosa x centifolia, y algunas de ellas con rosas de damasco como el otro parental han dado origen al grupo Rosas musgosas.

## Historia
La historia de su creación no está documentada, pero los estudios genéticos realizados por el Dr. Hurst muestran que no hay una especie separada, sino un híbrido muy complejo, de aparición y obtención reciente.
Charles de l'Écluse dice que ha observado una rosa de pétalos casi blancos con más de 120 en 1591, y en su herbario, el botánico inglés Gerard anota la «Great Holland Rose» que él llamó como 'Great Province'. Fue en 1753 que Linneo la nombra Rosa × centifolia.
La literatura médico-científica escrita en árabe en la península ibérica ya mencionaba antes del siglo XIV la existencia de rosas "yentu-fulla", rosa de cien pétalos.
Entre 1580 y 1710 los productores rosalistas holandeses crearon más de 200 variedades de Rosa × centifolia.
«Cien-hojas» se refiere a la cantidad de pétalos de la flor. En Inglés también llamada «rose chou» (rosa repollo). Esta rosa es a veces llamada «rosier de Provence» como resultado de confusión introducida por el nombre de Rosa provincialis que le dio en 1768 el botánico escocés Miller, en recuerdo de Province, término inglés para Provins, que califica a un número de híbridos que había llamado Rosa gallica.

## Descripción
Las plantas individuales tienen un aspecto arbustivo, crecen hasta 1,5 o 2 m de altura, con tallos largos y colgantes y hojas pinnadas de color verde grisáceo con 5 a 7 foliolos. Las flores son redondas y globulares, con numerosos pétalos delgados superpuestos, muy perfumados; por lo general son de color rosa, con menos frecuencia de color blanco a rojo púrpura oscuro.

## Cultivo y usos
R. × centifolia tiene una vinculación muy especial con la ciudad francesa de Grasse, conocida como la capital mundial del perfume.
Es ampliamente cultivada por su fragancia clara y dulce, con leves notas de miel singular. Las flores se cosechan comercialmente para la producción de aceite de rosas, que se utiliza comúnmente en perfumes.

## En la cultura
Sylvia Plath menciona la "rosa repollo" en muchos de sus poemas anteriores, como The Thin People.

## En el arte

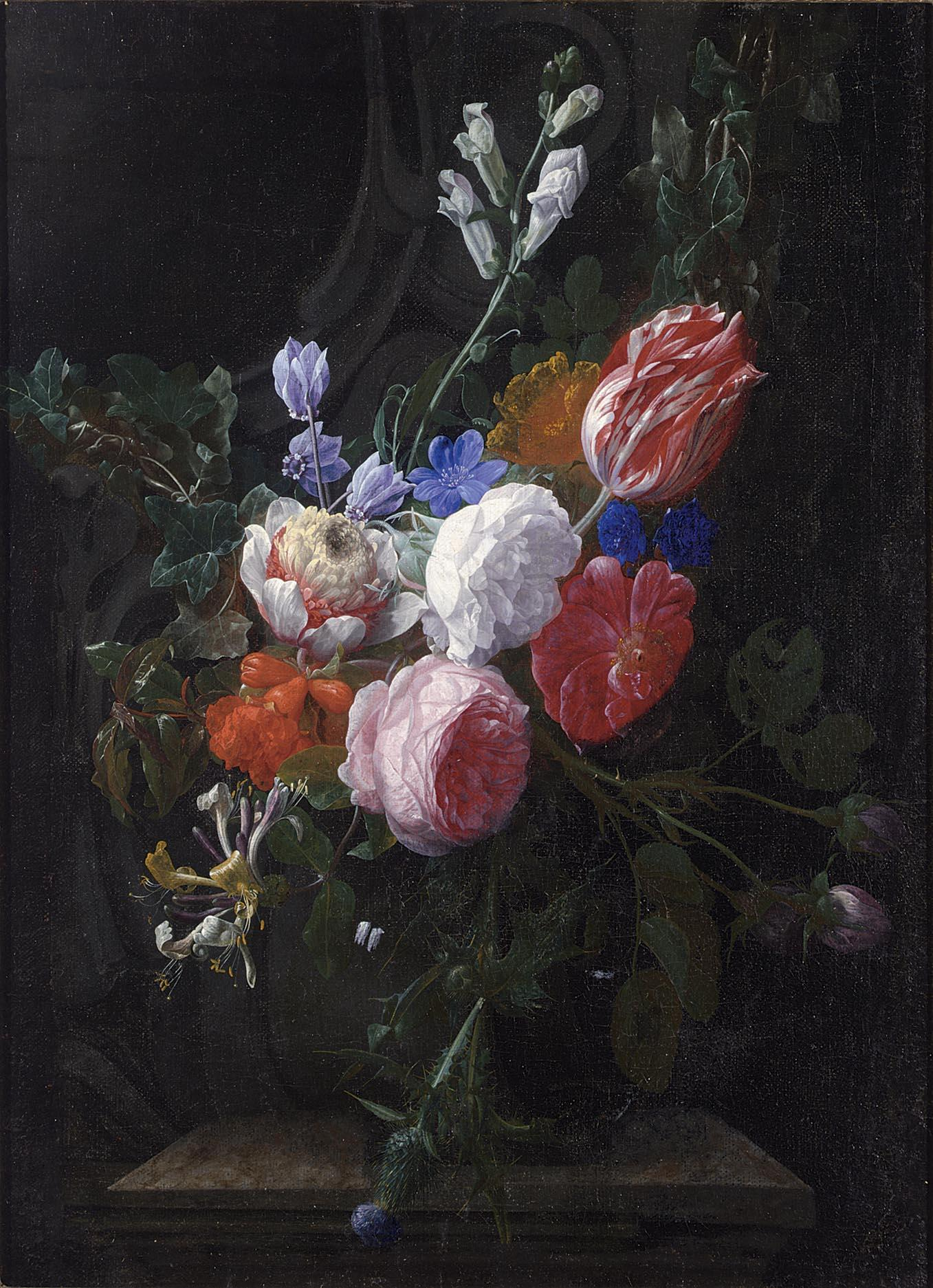
Ramo floral, obra de Nicolaes van Verendael (1640-1691).
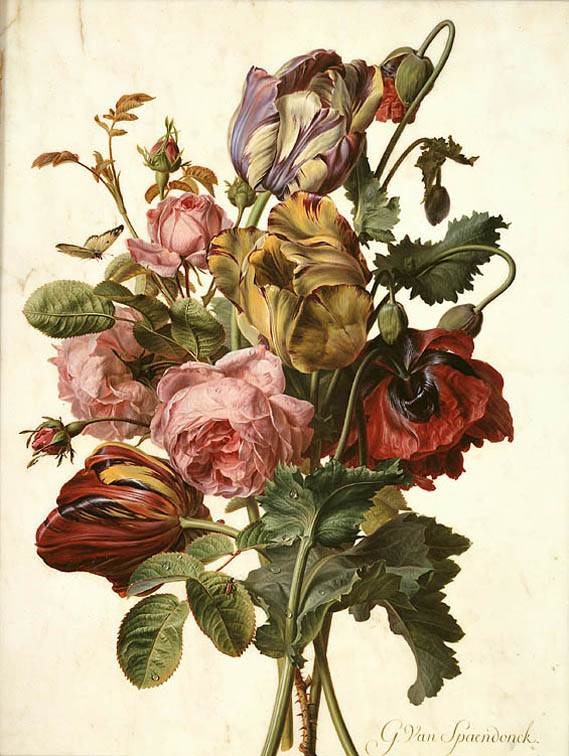
Ramo floral, obra de Gerard Van Spaendonck (1746-1822).
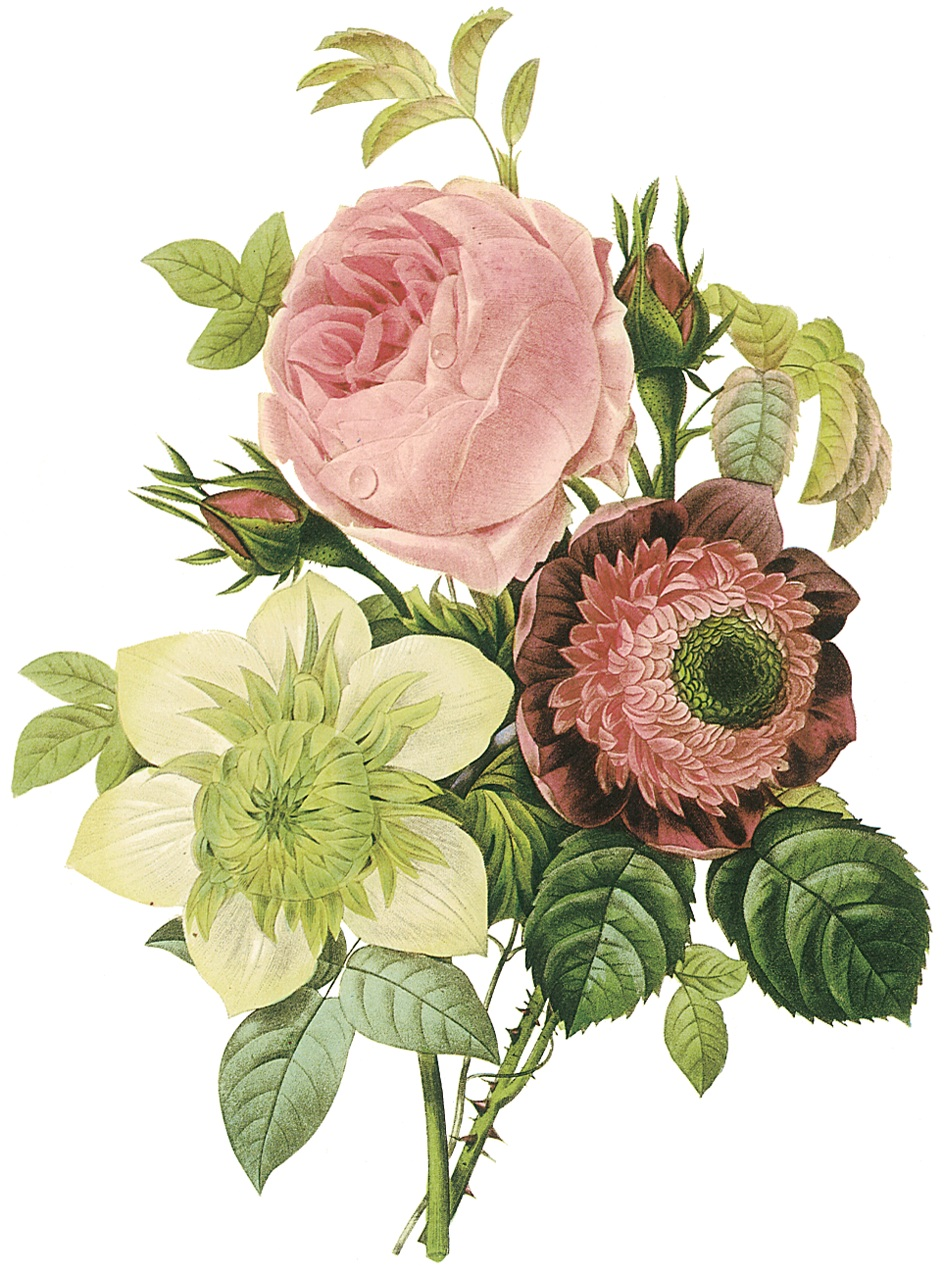
Rosas de Pierre-Joseph Redouté (1759-1840).
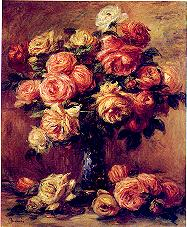
Rosas en jarrón de Pierre-Auguste Renoir.

## Rosas centifolia en la actualidad
Algunas variedades de cien hojas aún cultivadas:
- Rosa × centifolia, flores de color rosa, es el tipo híbrido
- Rosa × centifolia Bullata, flores muy dobles de color rosa
- Rosa × centifolia Cristata o 'Chapeau de Napoléon', rosa oscuro, mutación espontánea cerca de la «musgosa»
- Rosa × centifolia Minima
- Rosa × centifolia Parvifolia o 'Pompon de Bourgogne', Varias pequeñas flores de color rojo púrpura desconocidas antes de 1664
- Rosa × centifolia Pomponia, o pompón rosa múltiples pequeñas flores de color rosa pálido 'Pompon de Meaux' centro rosado, y su mutación 'Pompon blanc'
- Rosa × centifolia Variegata flores blancas rosadas
- Rosa × centifolia Major o 'Rose des peintres' flores de color rosa muy claro con un doble ojo central
- Rosa × centifolia var. sancta Zab., Rosa × richardii, la rosa Santa, o rosa de San Juan o rosa de Abisinia, de 50 cm de altura, con grandes flores blancas individuales agrupadas en corimbos
- 'Blanchefleur', (Vibert, 1835) las flores blancas teñidas de rosa, muy doble
- 'Unique blanche', o 'Vierge de Cléry' otro desporte de centifolia descubierto en un jardín Inglés en 1775
- 'Unique rouge'
- 'Pompon de Bourgogne'
- 'Pompon de Meaux'
- 'Unique panachée', (Caron, 1821) que es una mutación de 'Unique rouge'
- 'Pompon des Dames' o 'Petite de Hollande'
- 'Fantin-Latour', rosa
- 'The Bischop', violeta
- 'Variagata' (Vibert 1835) con flores blancas estriadas de rojo
- 'Blanche Moreau'
- 'Deuil de Paul Fontaine' púrpura
- 'Mousseline' blanca
- 'Gloire des mousseux' rosa salmón
- 'René d'Anjou', rosa lilas
- 'Salet', rosa
- 'Souvenir de Pierre Vibert', crema
- 'William Lobb', púrpura